# Ptycze (obwód doniecki)
Ptycze (ukr. Птиче) – wieś na Ukrainie, w obwodzie donieckim, w rejonie pokrowskim, w hromadzie Nowohrodiwka. W 2001 liczyła 274 mieszkańców.